# Mickey (Toni-Basil-Lied)
Mickey ist ein Lied von Toni Basil aus dem Jahr 1982, das von Mike Chapman und Nicky Chinn geschrieben wurde. Es erschien auf dem Album Word of Mouth.

## Geschichte
Als 1979 die britische Band Racey ein Lied von Nicky Chinn und Mike Chapman namens Kitty einspielte, textete Toni Basil den Titel um, änderte den Titel in Mickey und drehte einen Videoclip mit Cheerleadern dazu. Sie selbst spielte darin im Kostüm ihrer alten High School die Head-Cheerleaderin.
Zunächst blieb der Erfolg jedoch aus. Erst mit der Gründung vom MTV im Jahre 1981 wurde dieses frühe Musikvideo so populär, dass der Song am 5. Februar 1982 erstveröffentlicht und schließlich in den USA, Australien und Kanada zu einem Nummer-eins-Hit und zweifachen Millionenseller wurde. Der Erfolg reichte auch nach Großbritannien, wo Basil noch Platz zwei erreichte. In Deutschland hatte die Single jedoch keinen Erfolg und erreichte nur Platz 69, nach nur zwei Wochen verließ Mickey die deutschen Charts. In Österreich und der Schweiz konnte sich Mickey nicht in den Charts platzieren. Robert Dimery nahm das Lied in sein Buch 1001 Songs You Must Hear Before You Die auf.

## Coverversionen
Im englischsprachigen Raum ist Mickey bis heute ein Klassiker und auch ein beliebter Cheerleader-Song. Interpreten wie die Spice Girls, Avril Lavigne und Ashley Tisdale haben das Lied in ihrem Repertoire. 1983 hatte Weird Al Yankovic mit der Verballhornung als Ricky seinen ersten Charterfolg mit dem Lied. 1995 spielten No Use for a Name eine Melodic-Hardcore-Version in einem Medley auf dem Album Leche Con Carne. 1999 erreichte die britische Sängerin Lolly mit einer Version des Stücks Platz vier der britischen Singlecharts. Künstler wie Heidi Montag, Limp Bizkit, Madonna und Kylie Minogue sangen ihre eigenen Lieder über die Melodie von Mickey. Des Weiteren nahmen auch viele Künstler Mickey in ihrer Muttersprache auf und konnten mit ihren Versionen teilweise in ihrer Heimat Hits landen, wie die brasilianische Sängerin Xuxa. Weitere Coverversionen:
- 1983: Carola Häggkvist
- 1983: Timbiriche (auf Spanisch Micky)
- 1995: Eugene Chadbourne
- 1999: Lolly (Sängerin)
- 2000: B*Witched
- 2006: John B
- 2009: Zebrahead
- 2010: Girls’ Generation (Hey Cooky)

## Sonstiges
Im Film Wayne’s World (1992) wird der Song im Auto angestimmt.